# 格罗森施泰因
格罗森施泰因（德語：Großenstein）是德国图林根州的市镇，隶属于格赖茨县。总面积为14.51平方千米，截至2023年12月31日总人口为1,200人。